# نزوح (فلم)
نزوح هو فيلم درامي سوري فرنسي إنتاج عام 2022 من تأليف وإخراج سؤدد كعدان. عرض الفيلم لأول مرة في قسم آفاق اضافية Horizons Extra في الدورة التاسعة والسبعين لمهرجان البندقية السينمائي، الحائز على جائزة الجمهور.
حصد الفيلم السوري “نزوح” للمخرجة سؤدد كعدان، جائزة أفضل فيلم روائي طويل بفعاليات النسخة العاشرة من مهرجان الشارقة السينمائي الدولي للأطفال والشباب، في أعقاب جولة تجارية في العالم العربي حطت رحالها أخيرا في قطر، حيث عُرض في سينما “فوكس”، وشهد الفيلم أيضا عروضا ناجحة في سينما “زاوية” بمصر.
وسبق أن عُرض “نزوح” ضمن فعاليات أيام القاهرة السينمائية، وغص العرض بوسائل الإعلام والشخصيات العامة أيضًا.

## الملخص
تدور أحداث الفيلم في سوريا خلال صراع السنوات الماضية، حيث يدمر صاروخ سقف منزل الفتاة “زينة ” هالة زين، ذات الـ 14 سنة، لتنام بعدها لأول مرة تحت النجوم، وتقيم صداقة مع الصبي “عامر ” نزار العاني، بالمنزل المجاور، ومع تصاعد العنف تُصر والدتها “هالة” كندة علوش، على المغادرة وتدخل في صراع مع زوجها “معتز” سامر المصري، الذي يرفض أن يتحول إلى لاجئ ويمنع عائلته من ترك المنزل.
الفيلم من تأليف وإخراج سؤدد كعدان، وتم تصويره في تركيا، من بطولة كندة علوش، سامر المصري، هالة زين، نزار العاني، دارينا الجندي، وتولت تصويره مديرة التصوير الشهيرة هيلين لوفار، وتتولي شركة MAD Solutions توزيع الفيلم في العالم العربي، فيما تتولى شركة MK2 مبيعات الفيلم بأنحاء العال، بينما توزعه في فرنسا شركة PYRAMIDE.
سؤدد كعدان مخرجة سورية، وُلدت في فرنسا، درست النقد المسرحي في المعهد العالي للفنون المسرحية بسوريا وتخرجت من معهد الدراسات المسرحية والسمعية المرئية والسينمائية بجامعة القديس يوسف في لبنان، وأول فيلم روائي طويل لها “يوم أضعت ظلي” والذي تم اختياره للمنافسة بمهرجان “فينيسيا” وفاز بجائزة لجنة التحكيم بمهرجان “لوس أنجليس” السينمائي. وقبل بضعة أشهر عرضت منصة “نتفليكس” ثلاثة أفلام لسؤدد، تضم الروائي الطويل “يوم أضعت ظلي”، والفيلمان القصيران “عزيزة وخبز الحصار”، وكلها متاحة للمشاهدة حول العالم، وتسلط أفلام سؤدد، الضوء على الوضع في سوريا خلال العِقد الماضي، وحصدت عشرات الجوائز الدولية.

## أدوار الممثلين
- هالة زين: زينة
- كندة علوش: هالة والدة زينة
- سامر المصري: معتز والد زينة
- نزار العاني: عامر، صديق زينة
- دارينا الجندي: المرأة ذات الرداء الأسود
- نبيل ابو صالح:أبو مذر
- سامر سيد علي: أبو الشيب

## الجوائز
جائزة الجمهور وجائزة Lanterna Magica في مهرجان البندقية السينمائي 2022
وفاز “نزوح” الذي شهد عرضه العالمي الأول في مسابقة Orizzonti Extra بمهرجان فينيسيا السينمائي الدولي بـجائزة الجمهور، التي تقدمها شركة “أرماني” الراعي الرسمي للمهرجان ليصبح أول فيلم عربي يحصل عليها، وجائزة “لانترنا ماجيكا”، التي تمنحها الجمعية الوطنية الاجتماعية الثقافية للشباب، وشارك في أكثر من عشرين مهرجانا دوليا من بينها مهرجان لندن، موسترا دي فالنسيا بإسبانيا، ساو باولو، طوكيو، بوسان بكوريا الجنوبية، تطوان لسينما البحر الأبيض المتوسط، السينما المتوسطية في بروكسل، نوافذ سينمائية على المغرب العربي والشرق الأوسط، مالمو للسينما العربية في السويد.

## وصلات خارجية

### الموارد السمعية والبصرية
- يونيفرانس
- (en) على موقع آي إم دي بي
- (en) أفلام الهرم
- mul) قاعدة بيانات الأفلام
- أفلام جورج